# 王元正
王元正（1483年—？），字舜卿，號三溪，别署玉垒山人，陝西盩厔縣（今周至县）人。明朝政治人物。正德辛未進士，官翰林院编修。

## 生平
正德二年（1507年）丁卯科陝西鄉試第二名（經魁）。正德六年（1511年）辛未科進士第三甲第一百一十八名。由庶吉士授檢討。明武宗遊幸宣化、大同時，元正作《五子之歌》以諷之。
嘉靖三年（1524年）爆發「大禮議」事件，王元正與楊慎等二百多人死伏左順門，撼門大哭，哭聲響徹殿庭。杖死者十六人。謫戍茂州（今四川茂汶羌族自治縣），卒於任上。隆慶初年，贈修撰。

## 家族
曾祖父王榮，贈知府；祖父王璽，知府封右通政；父親王傅，曾任太㒒寺卿。母趙氏（封恭人）。慈侍下。兄王元凯（同科進士）、弟王元亨（正德二年举人、贡士）。